# Moḩammadābād Pol-e Abrīsham
Moḩammadābād Pol-e Abrīsham (persiska: Moḩammadābād, محمد آباد پل ابریشم) är en ort i Iran.   Den ligger i provinsen Semnan, i den nordöstra delen av landet, 400 km öster om huvudstaden Teheran. Moḩammadābād Pol-e Abrīsham ligger 882 meter över havet och antalet invånare är 181.
Terrängen runt Moḩammadābād Pol-e Abrīsham är platt norrut, men söderut är den kuperad.Runt Moḩammadābād Pol-e Abrīsham är det mycket glesbefolkat, med 5 invånare per kvadratkilometer. Närmaste större samhälle är Chāh Farsh, 13,2 km nordost om Moḩammadābād Pol-e Abrīsham. Trakten runt Moḩammadābād Pol-e Abrīsham är ofruktbar med lite eller ingen växtlighet.